# Особенности национальной охоты в зимний период
«Осо́бенности национа́льной охо́ты в зи́мний пери́од» — российская кинокомедия.
Последний фильм серии «Особенности национальной…», поставленный Александром Рогожкиным. Последующие фильмы серии снимались другими режиссёрами, но по его сценарию.

## Сюжет
На 13-м кордоне скучают Кузьмич и Семёнов, пока не начинается сезон инспекций. На кордон приезжают одновременно две проверки: из министерства лесного хозяйства и из экологического ведомства, всего четыре человека. Компании поначалу приходится пить чай, поскольку руководителем экологов оказывается непьющая дама, к тому же ненавидящая охоту. Позже к компании присоединятся Лёва Соловейчик и генерал Иволгин. По традиции сюжет строится из ряда забавных мини-сюжетов, напоминающих охотничьи и рыбацкие байки.
Эколог Ольга Валерьевна, думая, что за ней подглядывает в туалете кто-то из мужчин, одним ударом отправляет в нокаут молодого медведя. Один из проверяющих при обходе охотничьих угодий проваливается к другому медведю в берлогу. Проверяющие теряют сознание от переохлаждения, и их приходится срочно отогревать в бочке с горячей водой (которую Кузьмич называет Фуракэ) вместе, игнорируя половые различия. Кузьмич ведет компанию на ночную охоту на кабана в места его миграции, но один из компании спугивает стадо шальным выстрелом, в результате кабаны давят машину, замуровывая в ней двоих инспекторов. Их приходится освобождать милиции во главе с уже знакомым Семёновым и вновь отогревать. После этого инспектор Ольга Валерьевна перестает сопереживать животным и проникается общим интересом к водке. На следующий день компания идет охотиться на оленя, используя призывной рог, и из снежного тумана им отвечает похожий рев, на который продолжают идти охотники, в итоге это оказывается локомотив. Днем после Лёва Соловейчик решает охотиться на высоко засевшего глухаря, используя нестандартный способ — поднявшись на высоту 30 м на кресле привязанном к трем аэростатам. Сержант Семёнов упускает трос, Соловейчик улетает, позже его ловят пограничные войска, но по просьбе генерала Иволгина отпускают. Одновременно с этим остальная компания пытается рыбачить, но упускает огромную форель. По традиции серии герои за весь фильм так и не добывают никакой дичи.
Параллельно с основными событиями показывается сочиняемый Кузьмичом рассказ-притча о китайском охотнике Ху Чжоу, который, став непревзойденным мастером охоты на родине, отправляется в Россию, где пытается постичь тайны русской охоты и русской души. В итоге он познает, что в русской охоте важна не добыча, а процесс, единение людей и природы.

## В ролях
| Актёр             | Роль                                                                                               |
| ----------------- | -------------------------------------------------------------------------------------------------- |
| Алексей Булдаков  | генерал Алексей Михайлович Иволгин                                                                 |
| Виктор Бычков     | егерь Кузьмич                                                                                      |
| Семён Стругачёв   | следователь, майор милиции Лёва Соловейчик                                                         |
| Сергей Гусинский  | милиционер Сергей Семёнов (озвучивал Александр Половцев)                                           |
| Юрий Кузнецов     | Юрий Николаевич Курцов, начальник главного департамента охотнадзора министерства Лесного хозяйства |
| Андрей Зибров     | Игорь Валентинович Речников, помощник Курцова                                                      |
| Ирина Основина    | Ольга Валерьевна Маслюк, начальник сектора министерства экологии и охраны природных ресурсов       |
| Андрей Федорцов   | Олег Пятаков, помощник Маслюк                                                                      |
| Иван Краско       | Владимир Ленин (спасатель МЧС)                                                                     |
| Андрей Краско     | пограничник на финской границе                                                                     |
| Михаил Пореченков | командир заставы на финской границе                                                                |
| Борис Чердынцев   | клиент, проверяющий из министерства лесного хозяйства                                              |
| Егор Томошевский  | эпизодический персонаж                                                                             |
| Евгений Малыгин   | эпизодический персонаж                                                                             |
| Александр Петров  | эпизодический персонаж                                                                             |
| Михаил Кирилюк    | эпизодический персонаж                                                                             |

## Производство
Изначально «Особенности национальной охоты в зимний период» снимались как пилотная серия к сериалу, но отсмотрев материал, создатели решили сделать фильм.